# エル・シャダイル・ビチャーブ
エル・シャダイル・ビチャーブ（フランス語: El Chadaïlle Bitshiabu、2005年5月16日 - ）は、フランスとコンゴ民主共和国のサッカー選手。ポジションはDF。

## クラブ歴
パリ近郊のヴィルヌーヴ＝サン＝ジョルジュ生まれ。2011年にUSサン＝ドニの下部組織に加入、2016年にACブローニュ＝ビヤンクールの下部組織に移籍、翌年にパリ・サンジェルマンFCの下部組織に移籍した。パリ・サンジェルマン加入以前はストライカーや守備的ミッドフィールダーなどのポジションで起用されていたが、ここでセンターバックにコンバートされた。この当時12歳の時点で身長が180cmを超えていたため、同年代の試合に出るだけで衝撃を与え、あまりの背丈に年齢詐称疑惑も囁かれた。2019年にはパリ・サンジェルマンU-16として来日、埼玉国際サッカーフェスティバルに出場し優秀選手に輝いている
2020年7月27日にパリ・サンジェルマンと3年契約を締結。翌週の8月5日に行われたFCソショー＝モンベリアルとの親善試合でトップチーム初出場を記録した。2021年7月29日、2024年6月までのプロ契約を締結した。公式戦初出場は2021年12月19日のクープ・ドゥ・フランスであった。この時16歳213日で、キングスレイ・コマンの有していたクラブ史上最年少出場記録を塗り替えた。2022年4月20日にリーグ・アン初出場を記録した。
2023年7月18日、RBライプツィヒに5年契約で移籍した。

## 代表歴
年代別代表出は出生国のフランスを選択。
2020年1月からフランスアンダー代表として招集されている。2021年9月にU-18代表で代表初出場を記録した。

## 個人
フランス生まれであるが、血筋はコンゴ民主共和国に持っている。彼の父親も長身で、191cmである。